# Rosalia von Rauch
Rosalia von Rauch (Berlino, 29 agosto 1820 – Dresda, 5 marzo 1879) fu contessa di Hohenau dal 1853.

## Biografia
Rosalia era figlia di Gustav von Rauch, ministro prussiano della guerra, e di sua moglie, Rosalia Holtzendorff. Era damigella d'onore della principessa Marianna di Orange-Nassau.

## Matrimonio
Sposò, il 13 giugno 1853 a Meiningen, il principe Alberto di Prussia (1809-1872). Il 28 maggio 1853, fu nominata la contessa di Hohenau. Ebbero due figli:
- Guglielmo (1854-1930), sposò in prime nozze Laura Saurma von und zu der Jeltsch, in seconde nozze Margherita di Hohenlohe-Öhringen;
- Federico (1857-1914), sposò Charlotte von der Decken;

A causa della loro unione gli è stato negato l'accesso a corte. Alberto fece costruire a Dresda un castello. Dopo la morte del marito, Rosalia visse in ritiro al castello.